# Random Access Memories
Denna artikel handlar om musikalbumet av Daft Punk. För datorminnet, se Random Access Memory.
Random Access Memories är det fjärde och sista studioalbumet av den franska elektroduon Daft Punk. Albumet släpptes 17 maj 2013 och är Daft Punks första studioalbum efter Human After All (2005).
Random Access Memories är Daft Punks mest kritiskt framgångsrika album som belönades med en Grammy Award för Årets album. Albumet blev en kommersiell framgång och debuterade som nummer ett i över 20 länder. Singeln Get Lucky vann en Grammy Award för Record of the Year. Låten slog även flera rekord i flest spelningar under en enda dag på Spotify.

## Låtlista
1. Give Life Back to Music (4:36)
2. The Game of Love (5:22)
3. Giorgio by Moroder (9:05)
4. Within (3:49)
5. Instant Crush (feat. Julian Casablancas) (5:38)
6. Lose Yourself to Dance (feat. Pharrell Williams) (5:54)
7. Touch (feat. Paul Williams) (8:19)
8. Get Lucky (feat. Pharrell Williams) (6:10)
9. Beyond (4:51)
10. Motherboard (5:42)
11. Fragments of Time (feat. Todd Edwards) (4:40)
12. Doin' it Right (feat. Panda Bear) (4:12)
13. Contact (6:24)